# Tatiana Tarassova
Pour les articles homonymes, voir Tarassov.
Tatiana Anatolievna Tarassova (en russe : Татьяна Анатольевна Тарасова ), née le 13 février 1947, est une entraîneuse russe de patinage artistique depuis l'âge de 19 ans. Elle a coaché plus de champions du monde et olympiques que n'importe quel autre entraîneur au monde. Jusqu'en 2003, ses élèves ont décroché plus de 41 médailles d'or au championnat d'Europe et du Monde. On peut aussi ajouter que ses patineurs ont obtenu 8 médailles dans 3 des 4 disciplines olympiques.

## Carrière
Tatiana est la fille d'Anatoli Tarassov, souvent considéré comme le meilleur entraîneur de l'histoire du hockey sur glace. Son père l'initie au patinage artistique alors qu'elle n'a que 5 ans. Tatiana patinera en couple avec Aleksandr Gorelik et plus tard avec Georgi Proskourine. Avec Proskourine elle se classe 7e au championnat du monde de Colorado Springs en 1965 et 4e au championnat d'Europe en 1966.
Après une grave blessure, elle est obligée d'arrêter sa carrière. Elle n'a alors que 18 ans. Sur les conseils de son père, elle commence à entraîner un an plus tard. Ses élèves sont Irina Rodnina & Aleksandr Zaïtsev, Aleksey Yagudin, Ilia Kulik, Natalia Bestemianova & Andreï Boukine, Marina Klimova & Sergueï Ponomarenko, Sasha Cohen, Johnny Weir, Shizuka Arakawa, Oksana Grichtchouk & Ievgueni Platov , Shae-Lynn Bourne, et Barbara Fusar-Poli, entre autres.
Depuis plus de 25 ans, Tatiana est mariée au pianiste Vladimir Kraïnev qui réside à Hanovre. Au milieu des années 1990, elle monte un ballet sur glace nommé Russian All-Stars.